# Emma Tatham
Emma Tatham (ur. 31 października 1829 w Londynie, zm. 4 września 1855) – angielska poetka epoki wiktoriańskiej, wysoko ceniona w swoich czasach, a obecnie niemal zupełnie zapomniana. 

## Życiorys
Emma Tatham urodziła się jako córka George'a i Ann Tathamów. Miała siostrę, ale zmarła jeszcze przed jej narodzinami. Poetka wcześnie nauczyła się czytać i pisać i już jako nastolatka była autorką wielu wierszy. Była bardzo religijna i dawała temu wyraz w swojej twórczości lirycznej. 

## Twórczość
Wiersze Emmy Tatham zostały zebrane w kilka razy wznawianym tomie The Dream of Pythagoras and Other Poems (Sen Pitagorasa i inne wiersze). W tym zbiorze oprócz tytułowego poematu The Dream of Pythagoras znalazły się między innymi utwory The Call of Samuel (Wołanie Samuela), God is Love (Bóg jest miłością), The Mother's Vigil (Czuwanie matki) i napisany kunsztowną strofą siedmiowersową rymowaną aabcccb A Lament for the „Times” Coach (Żal za dyliżansem). Ulubionym rodzajem wiersza był jambiczny siedmiostopowiec, którego użyła między innymi w utworach The Hour of Prayer (Godzina modlitwy) i The Tempest Hymn (Hymn w czasie burzy).